# Альто-Баудо
Альто-Баудо (исп. Alto Baudó) — город и муниципалитет на западе департамента Чоко в северо-западной части Колумбии.

## География
Муниципалитет расположен в бассейне реки Рио-Баудо. Город окружен тропическими джунглями. В лесах на территории муниципалитета встречаются гевея, пало санто, кедр, мора и другие виды растений. Местная флора включает также орхидеи. Фауна представлена млекопитающими, птицами и бабочками почти 150 эндемичных видов. Район горного хребта Баудо рассматривается властями, как потенциальная природоохранная территория. Местные насекомые являются переносчиками малярии, респираторных инфекций и лейшманиоза.
Центром муниципалитета является село Пье-де-Пато, расположенное в 50 метрах над уровнем моря и 80 километрах к югу от столицы провинции — Куибдо. Территория муниципалитета составляет 1 532 квадратных километра. Население — 36 773 человек, из которых более 70 % являются лицами африканского происхождения.
Климат влажный тропический. Средняя температура около + 28°С. Количество осадков 6 439 миллиметров. Сильные дожди и штормы приводят к периодическим разрушительным наводнениям.

## История
Территория муниципалитета была заселена 2 300 лет назад охотниками и оседлыми рыболовами и землепашцами. До европейской колонизации здесь жили племена кунас, чокоес и ноанамаес.
Первым конкистадором достигшим Чоко в 1502 году был Родриго де Бастидас. Его трофеями стали золото и платина, для добычи которых европейцы стали завозить рабов-африканцев.
Город Альто-Баудо был основан рудокопами во второй половине XIX века. В начале входил в состав муниципалитета Бахо-Баудо с администрацивным центром в Писарро. 1 января 1959 года город вошёл в одноименный муниципалитет, основанный 25 ноября 1958 года.